# Christus (film 1916)
Christus (titolo italiano Cristo) è un film del 1916 diretto da Giulio Antamoro.
In esso la vita di Cristo, dall'Annunciazione alla Trasfigurazione, si anima e si sviluppa attraverso una successione di tableaux vivants cinematografici in cui riconosciamo celebri opere, tra le quali: l'Annunciazione del Beato Angelico, La Natività del Correggio, l'Ultima cena di Leonardo, la Pietà di Michelangelo, la Trasfigurazione di Raffaello.
Il film è stato girato prevalentemente in Egitto. Molte scene della pellicola furono girate a Cori.

## Trama
A Roma l'imperatore Augusto riceve una visione, che la sua Città diventerà la Capitale del Mondo. Per questo ordina un censimento per le Province imperiali. La scena si sposta a Nazareth, dove vivono umilmente Maria e Giuseppe. I due si uniscono in matrimonio, ma una notte Maria ha la visione dell'Arcangelo Gabriele, che le annuncia che diventerà madre del Re dei Cieli. Maria umilmente si affida alla volontà di Dio. Anche Giuseppe riceve una visione, che sarà il padre del Bambino, sicché, essendo in atto il censimento, devono recarsi nel luogo di origine, la piccola Betlemme.
Arrivati a Betlemme, Maria deve partorire, e dà alla luce Gesù in una grotta. I Re Magi si recano con un numeroso drappello a Betlemme a far visita al Re dei Re, seguendo la Stella, insieme a simplici pastori. la notizia della nascita si spande per tutta la Galilea, fino ad arrivare a re Erode. Ascoltando la profezia che lui sarà spodestato da un nuovo Re nato in quei giorni, Erode ordina una strage di tutti i bambini nati in quell'anno, sicché l'Angelo appare alla Sacra Famiglia, facendola fuggire in Egitto, fino alla morte di Erode.
Il film mostra alcune scene tratte dai Vangeli apocrifi, dell'infanzia di Gesù in Egitto, il quale compie miracoli e ammaestra i fanciulli. Inoltre nella segmento Le meditazioni, Gesù entra nel tempio di Amon, e le divinità egiziane si inchinano al suo potere, e le statue crollano a terra. Morto Erode, la Sacra Famiglia fa ritorno a Nazareth. Gesù è ora un uomo, decide di farsi battezzare da Giovanni Battista, e poi va a peregrinare nel Deserto, digiunando. Viene tentato diverse volte da Satana, ma Gesù alla fine lo scaccia. Gesù inizia a raccogliere discepoli per strada, che lo seguono come un maestro, e inizia a compiere dei miracoli. Tra questi, Gesù salva Maria di Magdala dalla lapidazione per adulterio e la accoglie, risana la figlia di Giairo, cammina nell'acqua del lago di Tiberiade davanti ai Discepoli, e compie il miracolo della pesca. Racconta ai Discepoli parabole, in particolare il fil  mostra quella del Buon Samaritano, risuscita Lazzaro dal sepolcro, e pronuncia il Discorso della montagna.
Nella sequenza della Passione, il film mostra l'entrata di Gesù a Gerusalemme, accolto dai pellegrini con le palme. Giuda, rimasto in disparte, vede un ramo a terra, a forma di croce, e lo calpesta con disprezzo. Gesù, arrivato il giovedì prima della festa della Pasqua, si unisce a cena con i Discepoli (la scena mostra una chiara allusione all'affresco di Leonardo da Vinci). Intanto Giuda ha tradito Gesù, e con i Farisei si reca sul Monte degli Ulivi, dove Gesù si è recato in preghiera, per farlo arrestare come bestemmiatore, e viene pagato con 30 soldi. Gesù sul Monte degli ulivi, è tentato nuovamente e prega Dio Padre di risparmiarlo dal suo destino di morte e resurrezione, ma in quel momento giunge il drappello dei Farisei, che lo arresta.
Gesù è portato nel Sinedrio dal sommo sacerdote Caifa, che lo interroga, e quando riceve le risposte di Gesù sul fatto che è il Messia, pronuncia la sua condanna, ma non potendolo mandare a morte, chiede che sia portato dal questore Pilato. Nel frattempo fuori il Sinedrio, Pietro viene riconosciuto come discepolo di Gesù e lo rinnega tre volte, prima che il gallo canti all'alba, come poco prima gli aveva predetto Gesù, il quale il giorno seguente è portato al tribunale di Pilato, legato e con la corona di spine. Pilato non vede in lui un colpevole degno di morte, e lo fa frustare come agitatore della folla, per poi ripresentarlo con la parola: "ecce homo" alla folla inferocita-. Intanto Giuda, perseguitato da visioni di morte, per la grande vergogna di aver tradito Gesù, si impicca.
Pilato è costretto a condannare a morte Gesù per mezzo della crocifissione, Gesù allora viene sobbarcato di una grossa croce di legno, e condotto sulla via del Monte Calvario, frustato dai centurioni, cadendo 3 volte. Crocifisso con altri ladroni, Gesù supplica Dio Padre di perdonare l'umanità per le sue colpe, e spira. Viene deposto nel sepolcro. Dopo tre giorni una delle pie donne che si devono occupare di ungere e spalmare di aromi il corpo, trova la porta del sepolcro aperta, e Gesù scomparso. Poco dopo Gesù riappare nella casa degli Apostoli, e annuncia la sua Resurrezione, e li dota dello Spirito Santo, col compito di andare a diffondere la Parola per il mondo, mentre lui ascende alla Casa del Padre.